# John Bolton (historietista)
John Bolton (1951, Londres) es un ilustrador de novelas gráficas, conocido por su estilo de pintura muy realista.

## Biografía
Bolton consiguió un diploma en dibujo y diseño antes de empezar, en una forma casi casual, en novelas gráficas. Sus primeros trabajos en Inglaterra fueron para revistas como Look In (junto con otros talentos ingleses como Arthur Ranson, Angus P. Allan y Jim Baikie), The House of Hammer y Warrior (editado por Dez Skinn). En 1981 el editor de Marvel Comics notó su trabajo y lo llamó para trabajar en una adaptación de Kull of Valusia para Epic Comics. Después de ilustrar la historia de Kull, Bolton empezó a trabajar en el personaje Marada, escrito por Chris Claremont (autor de X-Men). Este fue publicado por Epic Illustrated un año después.
Luego de otra serie de fantasía, Black Dragon (1985), el dúo Claremont y Bolton produjo algunas historias cortas de X-Men para X-Men Classic. De esta forma Bolton se introdujo en el mundo de los superhéroes. En este periodo Bolton trabajó en portadas para Eclipse y Pacific, y en la novela gráfica Someplace Strange, escrita por Ann Nocenti (1988).
A partir de 1989 Bolton se dedicó a su género favorito, el terror. Además de realizar un gran número de portadas para Dark Horse Comics, y adaptaciones de películas de terror, trabajó junto al escritor Clive Barker, creando la versión en cómic de Hellraiser.
En 1990 Bolton ilustró el primer episodio de The Books of Magic de DC Comics, con guion de Neil Gaiman. El protagonista, Timothy Hunter, está basado en el físico de su hijo mayor. Aunque también ha dibujado personajes de otros cómics basándose en su esposa y sus dos hijos. 
En 1995 Bolton colaboró en la miniserie Man-Bat, escrita por Jamie Delano para DC Comics. Bolton dijo que sólo aceptó porque la historia giraba en torno al villano, en lugar de en Batman, y esto lo consideraba como ganar un personaje. 
Posteriormente, Bolton trabajó en otro cómic de Batman, Batman/Joker: Switch. Sus últimos trabajos incluyen User, escrito de Devin Grayson; Menz Insana, de Christopher Fowler, y Gifts of the Night, de Paul Chadwick. 
En 2003, Neil Gaiman dirigió un corto sobre John Bolton, en el que el dibujante (interpretado por John O'Mahony) es entrevistado por un reportero que busca la respuesta a «¿De dónde provienen tus ideas?». El dibujante es representado como 
una persona de voz suave y solitaria, como una celebridad local reacia de Crouch End, Londres. Bolton aparece en el corto interpretando a una persona entrevistada en una galería.
- Datos: Q3079582